# Campeonato Mundial de Atletismo Sub-20 de 2018 - Revezamento 4x400 m feminino
A prova do revezamento 4 x 400 metros feminino do Campeonato Mundial de Atletismo Sub-20 de 2018 ocorreu entre os dias 14 e 15 de julho no Estádio de Tampere em Tampere, na Finlândia. 

## Recordes
Antes desta competição, os recordes mundiais e do campeonato nesta prova eram os seguintes:
|     | Nacionalidade  | Tempo   | Local      | Data                |
| --- | -------------- | ------- | ---------- | ------------------- |
| WJR | Estados Unidos | 3:27.60 | Grosseto   | 18 de julho de 2004 |
| CR  | Estados Unidos | 3:27.60 | Grosseto   | 18 de julho de 2004 |
| WJL | Alemanha       | 3:35.08 | Regensburg | 3 de junho de 2018  |

## Medalhistas
| Ouro                                                                            | Prata                                                                     | Bronze                                                                            |
| Estados Unidos · Symone Mason · Shae Anderson · Julia Madubuike · Taylor Manson | Austrália · Ella Connolly · Cara Jardine · Jemima Russell · Carley Thomas | Jamaica · Janielle Josephs · Stacey-Ann Williams · Shiann Salmon · Calisha Taylor |

## Cronograma
Todos os horários são locais (UTC+2).
| Data        | Hora  | Evento  |
| ----------- | ----- | ------- |
| 14 de julho | 11:50 | Bateria |
| 15 de julho | 14:58 | Final   |

## Resultados

### Bateria
Qualificação: Os 2 primeiros de cada bateria (Q) e os 2 tempos mais rápidos (q). 
| Posição | Bateria | Nacionalidade        | Atletas                                                                            | Tempo         | Notas                |
| ------- | ------- | -------------------- | ---------------------------------------------------------------------------------- | ------------- | -------------------- |
| 1       | 3       | Estados Unidos       | Symone Mason, Shae Anderson, Jan'Taijah Ford, Arria Minor                          | 3:33.11       | Q, WJL               |
| 2       | 1       | Jamaica              | Janielle Josephs, Stacey-Ann Williams, Chrissani May, Calisha Taylor               | 3:34.22       | Q, WJL               |
| 3       | 2       | Austrália            | Ella Connolly, Cara Jardine, Jemima Russell, Carley Thomas                         | 3:35.48       | Q,                   |
| 4       | 1       | Itália               | Camilla Pitzalis, Eloisa Coiro, Chiara Gherardi, Elisabetta Vandi                  | 3:35.86       | Q, NJR               |
| 5       | 2       | Canadá               | Xahria Santiago, Aurora Rynda, Sharelle Samuel, Ashlan Best                        | 3:36.14       | Q,                   |
| 6       | 3       | República Dominicana | Milagros Durán, Lilian Reyes, Maria Fernanda Matos, Fiordaliza Cofil               | 3:36.22(.214) | Q, NJR               |
| 7       | 1       | Brasil               | Marlene Santos, Tiffani Silva, Chayenne Da Silva, Leticia Lima                     | 3:36.22(.215) | q, SJA               |
| 8       | 3       | Alemanha             | Anna-Maria Hofmann, Lisa Sophie Hartmann, Johanna Berrens, Laura Kaufmann          | 3:36.50       | q                    |
| 9       | 2       | Japão                | Ayano Shiomi, Shuri Aono, Moeka Sekimoto, Ayaka Kawata                             | 3:36.70       | Recorde da temporada |
| 10      | 1       | Polónia              | Natalia Widawska, Natalia Wosztyl, Weronika Bartnowska, Karolina Lozowska          | 3:38.23       | Recorde da temporada |
| 11      | 1       | Hungria              | Janka Molnár, Hanna Répássy, Mira Koszegi, Sára Mátó                               | 3:38.49       | Recorde da temporada |
| 12      | 2       | Índia                | V Subha, Jisna Mathew, Ritika, Hima Das                                            | 3:39.10       | NJR                  |
| 13      | 3       | Etiópia              | Mahilet Fikre, Diribe Welteji, Zinash Tesfaye, Frehiywot Wondie                    | 3:39.29       | NJR                  |
| 14      | 3       | Finlândia            | Nea Mattila, Mette Baas, Wilma Lassfolk, Viivi Lehikoinen                          | 3:39.58       | Recorde da temporada |
| 15      | 1       | China                | Tianlu Lan, Yu Zhou, Jiadie Mo, Nuo Liang                                          | 3:42.04       | Recorde da temporada |
| 16      | 3       | Eslováquia           | Emma Zapletalová, Mária Šimlovicová, Sophia Zápotocná, Miriam Cidoríková           | 3:44.05       | NJR                  |
| 17      | 2       | Ucrânia              | Maryana Shostak, Olena Radyuk, Tetyana Kaysen, Tetyana Bezshyyko                   | 3:44.74       | Recorde da temporada |
| 18      | 3       | África do Sul        | Liza Kellerman, Marlie Viljoen, Nicola Gibbon, Zeney Van Der Walt                  | 3:50.39       |                      |
| 19      | 2       | Sri Lanka            | Sandumini Bandara, Shyamali Kumarasinghe, Romeshi Ishara Attidiya, Amasha De Silva | 3:51.02       |                      |

### Final
A prova final foi realizada no dia 15 de julho às 14:58. 
| Posição           | Nacionalidade        | Atletas                                                                  | Tempo   | Notas                |
| ----------------- | -------------------- | ------------------------------------------------------------------------ | ------- | -------------------- |
| Medalha de ouro   | Estados Unidos       | Symone Mason, Shae Anderson, Julia Madubuike, Taylor Manson              | 3:28.74 | WJL                  |
| Medalha de prata  | Austrália            | Ella Connolly, Cara Jardine, Jemima Russell, Carley Thomas               | 3:31.36 | Recorde da temporada |
| Medalha de bronze | Jamaica              | Janielle Josephs, Stacey-Ann Williams, Shiann Salmon, Calisha Taylor     | 3:31.90 | Recorde da temporada |
| 4                 | Canadá               | Xahria Santiago, Aurora Rynda, Ashlan Best, Sharelle Samuel              | 3:31.93 | NJR                  |
| 5                 | Alemanha             | Anna-Maria Hofmann, Lisa Sophie Hartmann, Laura Kaufmann, Corinna Schwab | 3:32.84 | Recorde da temporada |
| 6                 | Itália               | Camilla Pitzalis, Eloisa Coiro, Chiara Gherardi, Elisabetta Vandi        | 3:34.00 | NJR                  |
| 7                 | República Dominicana | Milagros Durán, Lilian Reyes, Maria Fernanda Matos, Fiordaliza Cofil     | 3:34.09 | NJR                  |
| 8                 | Brasil               | Marlene Santos, Tiffani Silva, Chayenne Da Silva, Leticia Lima           | 3:34.55 | SJA                  |

Legenda
| Recorde mundial       | Recorde mundial (World record)               |                       | Recorde africano                      | Recorde africano (African) |                                           | Q | Classificado por posição (Qualified) |
| Recorde do campeonato | Recorde do campeonato (Championship record)  | Recorde da América    | Recorde da América (Americas)         | q                          | Classificado por melhor tempo (Qualified) |   |                                      |
| Melhor marca do ano   | Melhor marca do ano (World leading)          | Recorde asiático      | Recorde asiático (Asian)              | DNS                        | Não largou (Did not start)                |   |                                      |
| Recorde nacional      | Recorde nacional (National record)           | Recorde europeu       | Recorde europeu (European)            | DNF                        | Não terminou (Did not finish)             |   |                                      |
| Recorde pessoal       | Recorde pessoal do atleta (Personal best)    | Recorde da Oceania    | Recorde da Oceania (Oceania)          | DSQ / DQ                   | Desclassificado (Disqualified)            |   |                                      |
| Recorde da temporada  | Recorde da temporada do atleta (Season best) | Recorde sul-americano | Recorde sul-americano (South America) | NM                         | Sem marca (No mark)                       |   |                                      |